# Safeco Plaza
Safeco Plaza, anteriormente conocido como 1001 Fourth Avenue Plaza y el Seattle-First National Bank Building, es un rascacielos de 50 plantas y 192 metros ubicado en el centro de Seattle, la ciudad más grande del estado de Washington (Estados Unidos). Los locales se refieren a este edificio como «la caja en la que vino el Space Needle». Cuando la torre estuvo completada en 1969, sobrepasó Smith Tower, que había reinado en el centro de la ciudad como el edificio más alto desde 1914, y superó el Space Needle (1962) ubicado en Seattle Center por 8 metros. Fue el primer edificio de oficinas clase A de Seattle.
Safeco, una compañía de seguros, arrendó el mayo de edificio el 23 de mayo de 2006 para ser su sede corporativa, y lo rebautizó como Safeco Plaza.

## Arrendatarios principales
- Safeco
- Banco de América
- Riddell Williams
- Helsell Fetterman
- Fehr & Peers